# Pselaphorhynchites naso
Espèce
Pselaphorhynchites naso est une espèce d'insectes coléoptères de la famille des Attelabidae.

## Synonyme
- Rhynchites naso Casey, 1885

## Première publication
- (en) TL. Casey, Contributions to the descriptive and systematic coleopterology of North America, (1884-1885) Texte complet